# ウエペケレ
ウエペケㇾ (uepeker) とは、アイヌに伝承される口承文芸である。日本語では「民話」や「昔話」などと訳されることがしばしばある。伝えられる物語の分野は多岐にわたり、先祖の実体験に基づいた物語もあれば、内地の民話によく似た形式のものもある。

## 概要
ウエペケㇾの名称は現在の日高町や平取町に当たる沙流郡で一般的であるが、地域によっては「トゥイタㇰ」や「ウパㇱクマ」という名称で呼ばれることもある。話の内容は空想の物語ではなく「先祖の実体験」を語るものが多く、語る際は節や抑揚をつけず日常会話のアイヌ語を用いる。
叙事詩で伝えられ、節をつけて語るユーカラとは異なり、散文の形式で伝えられるのが特徴。また、カムイユーカラと同じく、人間が語る形式で描かれており、神が語る形式をとっている物語はほとんど無い。これらウエペケㇾの物語には飢饉や疫病、神にまつわる話や喧嘩の話まで、様々な体験を子孫に語り継ぐことを目的とした内容である。大抵の場合は、「私はオタスツコタンの村長です」のように、一人称で語られ、話者はそれぞれ物語の主人公になりきって物語を語る。その一方で、和人の民話である「正直爺さんと意地悪爺さん」によく似た「パナンペ・ペナンペ譚」では、「パナンペがいた。ペナンペがいた」と三人称で語られる。語りの最後は「～がこう語っていた」と伝聞形式で終わるものが多い。
話の出だしの部分では、主人公の生活の貧富や暮らしぶり、家族構成が語られる特徴があり、これらは物語の内容へ大きくかかわるものである。多くは主人公の名前が無く、明るい結末に終わる話が大多数を占める。また、物語における事件が終わった後、大家族に囲まれどれだけ幸せな人生を送ったかが描かれることが通例で、幸せに生涯を終えることが至福のものであるというアイヌの人生観をいくぶん反映している。
和人との関わりの中から生まれたウエペケㇾの中には、日本の昔話の要素が含まれたものもある。
文法はアイヌ語における人称接辞がやや異なることをのぞき、日常会話に近い言葉で伝えられる。また、口承文芸であることから、伝承者が口頭で伝えるウエペケㇾを音声記録媒体へ録音した記録が数多くあり、講演や調査で聞き取った音声をCDやカセットテープなどの媒体へ録音した資料が数多く残っている。
ウエペケㇾの伝承者としては上田トシらが著名、またアイヌ文化の研究者である萱野茂も、ウエペケㇾに関する作品を執筆している。

## 関連書籍
- 萱野茂　著　『ウエペケレ集大成 - アイヌ民族の生活教典』　1974年　アルドオ
- 長見義三　著　『ちとせのウエペケレ』　1994年　響文社　ISBN 4906198635
- 藤本英夫　著　『知里幸恵 - 十七歳のウエペケレ』　2002年　草風館　ISBN 4883231283